# Juh
Juh (también conocido como Jú, Hoo, Who, Huh, Ya-Natch-Cln o Tan-Dɨn-Bɨl-No-Jui) (Sonora, México, 1825 – Casas Grandes, Chihuahua, septiembre de 1883) fue un guerrero apache y líder de la banda Ndéndai de los chiricahuas. Es considerado como el más grande estratega de la resistencia apache, se mantuvo siempre como un jefe discreto que comandó efectivos ataques y emboscadas en contra del ejército estadounidense y de las autoridades mexicanas logrando importantes victorias para su pueblo y ejecuciones a sus enemigos. Se lo reconoce por sus acciones para vengar a su gente del abuso y del expansionismo colonial. Fue jefe de su banda por más de 30 años hasta su muerte en 1883.
Juh luchó en feroces batallas al lado de los líderes de otras bandas chiricahuas como Cochise, Victorio y Mangas Coloradas y era muy cercano a Gerónimo con quien mantenía una estrecha amistad y quien a menudo solía actuar como su vocero pues Juh era tartamudo.

## Biografía
Juh nació en el norte de Sonora, México en el año 1825 dentro de la banda Ndéndai, una división chiricahua que habitaba el noreste de Sonora y el noroeste de Chihuahua, se les conocía como Janeros en referencia al presidio del pueblo de Janos, Chihuahua, lugar concurrido por los apaches y donde tenían asentamientos.
Después de la muerte de Victorio en la Batalla de Tres Castillos, Juh buscaría vengar su muerte en mano de los generales mexicanos Joaquín Terrazas y Juan Mata Ortiz. Entonces iniciaría una nueva campaña de ataques y saqueos. Luego de verse superado y acorralado tanto en México y Estados Unidos, Juh buscaría negociar la paz con las autoridades y después de varios intentos logra acordar una reunión con Joaquín Terrazas en Casas Grandes. Sin embargo, Terrazas tenía preparada una emboscada sorpresa en contra de los apaches, que se vio frustrada cuando Juan Mata Ortiz ordenó iniciar antes el ataque, lo que provocó la retirada de los apaches.
Juh condenaría a Terrazas como un traidor jurando vengarse del ataque y amenazando a Mata Ortiz con capturarlo para quemarlo vivo, entonces iniciaría una persecución en su contra. El 13 de octubre de 1882 luego de recibir denuncias de robo de ganado por un grupo de chiricahuas, Juan Mata Ortiz y un reducido grupo de hombres armados salen en busca de capturar a los apaches, pero estos se imponen en una emboscada y logran capturar a Juan Mata Ortiz, quien es llevado por los chiricahuas a la cima de un cerro, ahí Juh cumpliría con su juramento y consuma su venganza al quemarlo vivo en una hoguera.

## Muerte
Tradicionalmente se cree que entre los meses de septiembre y octubre de 1883 Juh estaba borracho montando su caballo cerca de Casas Grandes, Chihuahua cuando debido a su intoxicación terminó cayendo cerca de un arroyo, muriendo ahogado, sin embargo, su hijo Asa Daklugie desmintió esta versión al considerarla denigrante, afirmando que su padre Juh no estaba borracho, si no que mientras cabalgaba cerca de Casas Grandes después de conseguir comida y municiones, Juh habría intentado cruzar el rio Aros sufriendo un infarto arriba de su caballo y cayendo de forma fatal en las aguas del rio. Otras fuentes y relatos locales aseguran que Juh cayó de forma mortal al río al intentar saltar de un acantilado con su caballo. Juh fue sepultado por sus hijos y su banda a la orilla del rio.